# Episodi di Vincenzo Maliconico, avvocato d'insuccesso (prima stagione)
La prima stagione della serie televisiva Vincenzo Malinconico, avvocato d'insuccesso, composta da 8 episodi, è stata trasmessa in prima visione su Rai 1 ogni giovedì dal 20 ottobre al 10 novembre 2022 con due episodi alla volta per quattro prime serate. Il primo episodio è stato pubblicato in anteprima su Rai Play il 14 ottobre 2022.
| nº | Titolo                                          | Prima TV         |
| -- | ----------------------------------------------- | ---------------- |
| 1  | Non avevo capito niente - Parte prima           | 20 ottobre 2022  |
| 2  | Non avevo capito niente - Parte seconda         | 20 ottobre 2022  |
| 3  | I frigoriferi degli uomini soli - Parte prima   | 27 ottobre 2022  |
| 4  | I frigoriferi degli uomini soli - Parte seconda | 27 ottobre 2022  |
| 5  | Un quarto d'ora di celebrità - Parte prima      | 3 novembre 2022  |
| 6  | Un quarto d'ora di celebrità - Parte seconda    | 3 novembre 2022  |
| 7  | Divorzio con stile - Parte prima                | 10 novembre 2022 |
| 8  | Divorzio con stile - Parte seconda              | 10 novembre 2022 |

## Non avevo capito niente - Parte prima
- Diretto da: Alessandro Angelini
- Soggetto di: Salvatore De Mola, Diego De Silva e Massimo Reale
- Scritto da: Massimo Reale, Gualtiero Rosella, Valerio Vestoso e Diego De Silva

### Trama
Vincenzo Malinconico è un avvocato che vive a Salerno: esercita la sua professione con poco successo, si guadagna da vivere con modeste cause di risarcimento e divide il suo studio con Espedito Lenza, il quale si vanta di essere un commercialista quando di fatto è solo un ragioniere. Ha due figli avuti dalla sua ex moglie Nives (di professione psicologa) ovvero Alfredo e Alagia, sebbene quest'ultima in verità Nives l'avesse avuta dal suo ex fidanzato, prima di sposare Malinconico.
La vita sentimentale di Malinconico è piuttosto altalenante: continua ad andare a letto con Nives benché lei stia con un altro uomo (lo stesso per cui ha lasciato Malinconico), e mentre egli vorrebbe tornare con lei, Nives, essendo una donna egocentrica e capricciosa, continua invece a frequentare Malinconico solo per divertimento personale. Malinconico è tuttavia infatuato della collega, la giovane e bella avvocatessa Alessandra Persiano, che a sua volta è attratta da lui, affascinata dalla genuina bontà d'animo dell'uomo e dalla sua goffaggine.
Un giorno Malinconico viene chiamato dal tribunale, dato che in passato si era iscritto all'albo dei difensori d'ufficio che gli hanno dunque assegnato un caso: l'imputato è Domenico Fantasia, notoriamente conosciuto per essere un "becchino" di camorra, arrestato perché alcuni bambini, giocando a pallone, hanno visto in casa sua il cane (di nome Lady Gaga) di proprietà dell'uomo con una mano amputata in bocca. Malinconico deve solo occuparsi di assistere Fantasia all'interrogatorio preliminare presieduto dal PM Poveromo. In apparenza sembra che Malinconico riesca a fornire a Fantasia una buona difesa legale dal momento che il giudice non può convalidare un capo d'accusa senza trovare un collegamento tra l'imputato e la mano trovata nella sua proprietà. 
Nel proprio studio Malinconico riceve la visita di Amalia e Brooke, rispettivamente moglie e figlia di Fantasia. Benché fosse suo compito solo assisterlo all'interrogatorio, su richiesta di Fantasia le due donne gli chiedono di assumerne la difesa legale, ma Malinconico si rifiuta perché l'idea di difendere un camorrista non gli piace. Successivamente un rappresentante della camorra di nome Amodio Tricarico si avvicina a Malinconico cercando di convincerlo a riconsiderare la sua posizione: al momento Fantasia è in carcere in attesa del processo ma Malinconico, appellandosi all'art. 284 del Codice di Procedura Penale, potrebbe fargli avere gli arresti domiciliari.
Dal momento che Malinconico ha preso in simpatia Brooke, che è venuta a trovarlo nuovamente al lavoro per chiedergli di difendere il padre nel processo, Malinconico si offre di riaccompagnarla a casa e nota che la ragazza tenta di nascondere dei lividi al braccio. Ella ammette che il suo fidanzato Dylan, con cui lavora al supermercato e che non vede da due settimane, è un ragazzo violento. Da brava ragazza, Brooke finge ingenuamente di non conoscere la vera natura criminale del padre, dato che lui la mantiene. Alla fine Malinconico accetta di difendere Fantasia.
- Altri interpreti: Nicola Di Pinto (Pubblico Ministero Poveromo), Tony Laudadio (Domenico Fantasia), Fabiola Balestriere (Brooke Fantasia), Gigi Savoia (avvocato La Calamita), Cristina Ammendola (Amalia Fantasia), Pino Calabrese (Gaetano Picciafuoco), Teodoro Grimaldi (Agente di Polizia Penitenziaria).
- Ascolti: telespettatori 4 132 000 – share 23,00%[3].

## Non avevo capito niente - Parte seconda
- Diretto da: Alessandro Angelini
- Soggetto di: Salvatore De Mola, Diego De Silva e Massimo Reale
- Scritto da: Massimo Reale, Gualtiero Rosella, Valerio Vestoso e Diego De Silva

### Trama
Dopo che Malinconico riesce a ottenere per Fantasia gli arresti domiciliari, Tricarico gli presenta una donna dall'aria losca, la quale in rappresentanza dalla camorra ricompensa Malinconico per l'ottimo lavoro svolto dandogli quindicimila euro in contanti. Malinconico invita a cena Alessandra, e questo scatena la gelosia di Nives. Durante la cena però Alessandra si sente poco a suo agio constatando che Malinconico è incastrato in una vita problematica, a iniziare dal fatto che non riesce totalmente a recidere il malsano legame con Nives benché non sia più sua moglie.
Brooke ha ricevuto un messaggio da Dylan, che desidera vederla, benché Malinconico non sia d'accordo col fatto che lei frequenti un ragazzo che già altre volte è stato violento con lei. Nives tenta di sedurre il suo ex marito ma questa volta Malinconico mette in chiaro che non intende più prestarsi ai capricci della sua ex. Emilio, l'attuale compagno di Nives (lo stesso uomo per cui lei ha lasciato Malinconico) si mette a litigare con lui, avendo il sentore che c'è ancora qualcosa tra lui e Nives.
Mentre Malinconico è in compagnia del suo collega e amico Benny, i due vedono insieme Poveromo e il giudice che ha stabilito per Fantasia gli arresti domiciliari. In preda a una brutta sensazione, come se stessero complottando qualcosa, Benny consiglia a Malinconico di mettere in guardia Fantasia. L'intuizione di Benny si rivela giusta e Fantasia viene arrestato nuovamente: con la sola mano come prova incriminante non potevano fare nulla contro di lui, quindi Poveromo, tendendogli una trappola, ha fatto in modo che il giudice gli accordasse gli arresti domiciliari sapendo che una volta libero Fantasia avrebbe cercato di disfarsi del resto del misterioso cadavere, e difatti lo hanno fatto sorvegliare finché non è stato colto in flagrante mentre era in un crematorio dove si è disfatto del resto del corpo della vittima.
Purtroppo Malinconico riceve una terribile notizia, Brooke è stata ritrovata morta. Malinconico, trovando ingiusto quello che è successo alla ragazza, decide di scoprire chi è stato a ucciderla.
- Altri interpreti: Giacomo Rizzo (Giustino Talento), Tony Laudadio (Domenico Fantasia), Fabiola Balestriere (Brooke Fantasia), Cristina Ammendola (Amalia Fantasia), Anita Zagaria (giudice), Marco Mario de Notaris (Emilio), Angelo Spagnoletti (Mattia), Rosalba Di Girolamo (paziente di Nives), Teodoro Grimaldi (Agente di Polizia Penitenziaria).
- Ascolti: telespettatori 4 132 000 – share 23,00%[3].

## I frigoriferi degli uomini soli - Parte prima
- Diretto da: Alessandro Angelini
- Soggetto di: Salvatore De Mola, Diego De Silva e Massimo Reale
- Scritto da: Massimo Reale, Gualtiero Rosella, Valerio Vestoso e Diego De Silva

### Trama
Assunta, madre di Nives ed ex suocera di Malinconico, consiglia a quest'ultimo di impegnarsi di più con Alessandra: benché Nives sia sua figlia non ha di lei una grande opinione sapendo che è una donna troppo problematica. Malinconico chiede a Poveromo qualche informazione sulla morte di Brooke, il cui corpo è stato trovato in una cava, anche perché Malinconico è convinto che a ucciderla sia stato Dylan, il quale non si è nemmeno presentato al funerale della ragazza. Poveromo esclude questa possibilità: Brooke è stata uccisa con un colpo di pistola, non c'erano ferite sul suo corpo, e non è stato un omicidio che rispecchia il tipico modus operandi dei femminicidi, quindi è convinto che sia morta per un regolamento di conti, e che l'abbiano uccisa per farla pagare al padre, ma Malinconico dubita che la camorra sia coinvolta con la morte della ragazza. Tricarico porta Malinconico a trovare Fantasia in prigione; quest'ultimo giura di non avere nemici nella camorra, ma quando Malinconico gli chiede di Dylan lui reagisce in maniera strana.
Malinconico assiste alla rappresentazione teatrale allestita da Alfredo, scoprendo che il figlio intende trasferirsi a Roma per studiare cinema. Assunta trova inaccettabile che Nives continui a essere così invadente nei confronti di Malinconico considerando che lei sta con Emilio: è evidente che Nives vuole tornare con il suo ex ma è troppo orgogliosa per ammetterlo. Assunta fa capire a sua figlia che deve trovare il coraggio di ammettere che ha sbagliato a distruggere il proprio matrimonio piuttosto che cercare di giustificare sempre i propri errori con delle insensate attenuanti. Avendo capito che sua madre ha ragione, Nives lascia Emilio chiedendo a Malinconico di tornare con lei, ma egli, impreparato davanti alla richiesta della sua ex, decide invece di andare a trovare Alessandra a casa sua nel cuore della notte e i due fanno l'amore.
Giustino Talento, il vicino di casa di Malinconico, è preoccupato per la scomparsa della moglie Ludmilla, quindi Malinconico lo accompagna in commissariato per la denuncia di scomparsa, ma l'ispettore nota che Giustino ha un taglio sulla mano sinistra, quindi lui e la scientifica esaminano il suo appartamento e trovano delle tracce di sangue; Giustino viene così arrestato, e Malinconico decide di aiutarlo facendogli da avvocato.
- Altri interpreti: Giacomo Rizzo (Giustino Talento), Gianfelice Imparato (Romolo Sesti Orfeo), Nicola Di Pinto (Pubblico Ministero Poveromo), Emanuele Valenti (giudice Pestalocchi), Ivan Castiglione (commissario Marco Tardelli), Pino Calabrese (Gaetano Picciafuoco), Marco Mario de Notaris (Emilio).
- Ascolti: telespettatori 3 544 000 – share 19,90%[4].

## I frigoriferi degli uomini soli - Parte seconda
- Diretto da: Alessandro Angelini
- Soggetto di: Salvatore De Mola, Diego De Silva e Massimo Reale
- Scritto da: Massimo Reale, Gualtiero Rosella, Valerio Vestoso e Diego De Silva

### Trama
Messosi sulle tracce di Dylan, ormai scomparso da molto tempo, Malinconico va a casa sua e vede che la sua è una famiglia benestante: sia la madre Diana che la sorella Yvonne avevano subito preso in simpatia Brooke, da loro ben voluta, ma al contrario hanno poca considerazione per Dylan, irresponsabile ed egoista, e la madre gli aveva trovato il lavoro al supermercato nella speranza di responsabilizzarlo. Yvonne confessa inoltre a Malinconico che il padre di Brooke si opponeva alla loro relazione. Qui Malinconico capisce che la mano trovata nel giardino dell'uomo appartiene a Dylan: ruba quindi un rasoio da barba del ragazzo e lo dà a Tricarico chiedendogli di usare i suoi contatti per fare un test comparativo del DNA con la mano.
La relazione tra Malinconico e Alessandra sembra procedere bene, almeno finché lui le offre le chiavi di casa sua. Alessandra è confusa dato che Malinconico non sembra capire quanto quel gesto sia importante per l'evolversi della loro relazione, anche perché Alessandra trova difficile gestire il carattere ambiguo di Malinconico, il quale è sempre assorbito dalla sua soffocante famiglia sentendo che a lei invece concede pochi ritagli del suo tempo libero.
Lenza assume Gloria, che farà da segretaria sia a lui che a Malinconico (in realtà è semplicemente la sua amante), e benché quest'ultimo non voglia avere qualcuno che gli faccia da assistente, Lenza gli promette che non sarà lui a stipendiarla. Assunta però dà una brutta notizia a Malinconico: le è stato diagnosticato un carcinoma.
Per prosciogliere Giustino dall'accusa di omicidio, Malinconico deve scoprire che fine ha fatto Ludmilla. Grazie a una conoscente di Assunta, rintraccia un'amica di Ludmilla la quale confessa che entrambe facevano le escort, ma Ludmilla aveva incontrato Giustino che, infatuato di lei, l'ha sposata; inoltre gli rivela che con i soldi di Giustino lei manteneva il fratello, il quale è un losco individuo. Alfredo conosce la fidanzata transgender del fratello di Ludmilla, la quale ammette che teme che lui possa realmente aver fatto del male alla sorella. 
Per merito di Malinconico, che ha fatto in modo che le indagini sulla scomparsa di Ludmilla fossero incentrate sul fratello della donna, Giustino ora è libero e torna a casa sua. Dopo aver però cenato con Malinconico, Giustino va poi in camera sua a mangiare, dato che Lundmilla non gli permetteva di cenare con lei nella sala da pranzo; proprio in quel momento, gli confessa di averla uccisa lui. Quando Malinconico rivela al giudice dove si trova il cadavere della donna, Giustino confessa di averla uccisa perché era stufo di lei e ha nascosto il suo corpo, ricordandosi però del crimine commesso solo quando ha preparato la cena mentre era insieme a Malinconico. Giustino viene arrestato per omicidio, ma a dispetto di tutto Malinconico decide di dargli la sua assistenza legale.
Tricarico porta a Malinconico l'esame del test del DNA e come quest'ultimo aveva già dedotto, si tratta del DNA di Dylan, a cui apparteneva la mano.
- Altri interpreti: Giacomo Rizzo (Giustino Talento), Paola Francesca Frasca (Yvonne Capuano), Francesca Antonelli (giudice Corsi), Emanuele Valenti (giudice Pestalocchi), Gigi Savoia (avvocato La Calamita), Marco Mario de Notaris (Emilio), Alessandra Izzo (Diana Capuano).
- Ascolti: telespettatori 3 544 000 – share 19,90%[4].

## Un quarto d'ora di celebrità - Parte prima
- Diretto da: Alessandro Angelini
- Soggetto di: Salvatore De Mola, Diego De Silva e Massimo Reale
- Scritto da: Massimo Reale, Gualtiero Rosella, Valerio Vestoso e Diego De Silva

### Trama
Ormai Malinconico e Alessandra vivono insieme, e intanto Assunta si rifiuta di fare la chemioterapia, oltre che di parlare con Nives non desiderando la sua vicinanza. Malinconico cerca di parlare con lei, e Assunta ammette senza problemi che pur volendo bene a Nives preferisce mantenere con lei una distanza. Assunta era molto giovane quando ha avuto Nives, ma ammette di non essere stata una brava madre e che lei e la figlia a conti fatti non sono mai state molto unite. In maniera velata Assunta fa capire a Malinconico che in fondo è consapevole che lui prova per Alagia e Alfredo gli stessi sentimenti perché pur amando i figli a volte i genitori avvertono l'esigenza di essere egoisti, specialmente quando i figli diventano troppo invadenti.
Malinconico affronta Fantasia in carcere spiegandogli che ha capito che lui ha ucciso Dylan. All'inizio Fantasia nega ma quando Malinconico gli spiega che ha fatto il test del DNA con la mano si vede costretto a dirgli la verità: aveva dato appuntamento a Dylan per intimargli di lasciare in pace Brooke: Dylan era in effetti pronto ad accontentarlo ma solo a patto che Fantasia gli rimediasse trentottomila euro; Fantasia ha punito la sua insolenza picchiandolo fino ad ucciderlo, poi con una motosega ha fatto a pezzi il corpo di Dylan in modo da disfarsene. Malinconico fa tenere presente a Fantasia che se Dylan gli aveva chiesto dei soldi è perché probabilmente doveva del denaro a delle persone, dunque dato che Fantasia lo aveva ucciso impedendo così a Dylan di pagare il suo debito, le persone a cui doveva dei soldi forse hanno ucciso Brooke per ritorsione. Fantasia, rendendosi conto che uccidendo Dylan ha forse condannato a morte anche la figlia, viene colpito da un infarto e portato in ospedale. 
Adesso che la morte di Dylan è stata accertata, Malinconico rivela a Poveromo che la mano ritrovata nel giardino di Fantasia apparteneva al ragazzo. Al funerale di Dylan è però assente Yvonne, che preferisce andare in spiaggia. Malinconico la raggiunge e Yvonne gli confessa che Dylan faceva uso di cocaina ma che il suo principale problema erano le scommesse sugli incontri di boxe clandestina, doveva dei soldi a un uomo di nome Giovannino Mautone soprannominato "Teicheué".
Malinconico è sempre più scontento di Gloria, che praticamente non lavora mai benché sia stata assunta come segretaria. Lenza gli spiega che Gloria è la fidanzata di un suo amico, Gregorio: è infatti stato lui a chiedergli di assumerla, offrendosi di pagarle lo stipendio al loro posto.
Romolo Sesto Orfeo è disperato poiché non riesce ad avere giustizia per il figlio ucciso per errore in un agguato di camorra in una guerra per la contesa delle piazze di spaccio. La moglie gli vuole bene ma ha deciso di lasciarlo visto che lui è ossessionato a dare la caccia all'uomo che ha ucciso il figlio, un boss della camorra che si sospetta sia fuggito all'estero; Orfeo facendo delle indagini private ha però scoperto che si nasconde ancora a Salerno dato che ha ancora troppi affari da gestire, ma Poveromo rifiuta di aiutarlo ritenendo troppo approssimative le prove che ha raccolto. Orfeo tende una trappola al boss ammanettandolo all'interno di una palestra, proprio davanti a Malinconico che era andato da lui per dirgli che grazie a Francesca avrebbe potuto contare sull'aiuto del procuratore generale. Orfeo punta una pistola contro l'assassino di suo figlio e con un tablet mostra tutto in diretta così che la gente lo guardi mentre si fa giustizia da solo.
- Altri interpreti: Gianfelice Imparato (Romolo Sesti Orfeo), Nicola Di Pinto (giudice Poveromo), Tony Laudadio (Domenico Fantasia), Emanuele Valenti (giudice Pestalocchi), Angelo Spagnoletti (Mattia), Paola Francesca Frasca (Yvonne Capuano), Alessandro Orrei (Dylan Capuano).
- Ascolti: telespettatori 3 416 000 – share 18,90%[5].

## Un quarto d'ora di celebrità - Parte seconda
- Diretto da: Alessandro Angelini
- Soggetto di: Salvatore De Mola, Diego De Silva e Massimo Reale
- Scritto da: Massimo Reale, Gualtiero Rosella, Valerio Vestoso e Diego De Silva

### Trama
La polizia si apposta all'esterno della palestra, e Malinconico cerca di far capire a Orfeo che se uccide il boss lui diverrà un martire nell'ambiente camorrista, e in questo modo non onorerà la memoria del figlio. Orfeo decide di spararsi e quando si punta la pistola Malinconico si getta contro di lui in modo che il proiettile lo colpisca solo di striscio. Orfeo viene ricoverato in ospedale con la moglie che lo accompagna in ambulanza mentre il boss da lui catturato viene arrestato. Alessandra tenta di avvicinarsi al suo compagno ma arrivano Nives e Alagia che lo abbracciano; lei e Malinconico si guardano da lontano con imbarazzo, l'emblematica prova di come la famiglia dell'uomo la faccia sentire solo un'estranea nella vita del fidanzato.
Dopo l'accaduto, Malinconico ora è ammirato da tutta l'avvocatura di Salerno, tanto da attirare l'attenzione di Veronica, la bellissima moglie dell'illustre avvocato di Ugo Maria Starace Tarallo, che lo guarda tradendo una certa attrazione per lui. Addirittura Malinconico viene invitato persino alla trasmissione Porta a porta di Bruno Vespa a Roma, dove è andato a vivere da poco suo figlio Alfredo che vive insieme a Fareed. Inaspettatamente anche Nives è venuta a trovare il figlio, anche se è evidente che è solo un bieco pretesto per stare insieme a Malinconico, che tenta anche di sedurre, ma lui ormai non mostra più interesse per lei.
Tornato a Salerno, Malinconico e Alessandra passano una giornata in spiaggia; mentre si baciano e fanno l'amore Nives telefona all'ex marito, ma Alessandra per gioco gli spegne il cellulare impedendogli di rispondere. Quando però poi vanno a pranzare in un ristorante, Alessandra gli rivela che uno studio di Milano le ha offerto un lavoro come associata e lei sta prendendo in considerazione l'idea di accettare e trasferirsi; quando riaccende il cellulare di Malinconico scopre che gli sono stati lasciati undici messaggi da parte di Nives, Alfredo, Assunta, Alagia e Lenza: capisce nella vita del suo compagno ci sono troppe persone che esigono le sue attenzioni, e ha paura che pur tentando di entrare nella vita di Malinconico non vi troverebbe spazio.
Tricarico porta Malinconico al funerale di Fantasia, è morto per via dei suoi problemi di salute. Rintraccia poi Mautone, il lottatore a cui Dylan doveva i soldi, e lo affronta accusandolo di aver ucciso Brooke per ritorsione dal momento che Dylan non aveva pagato il debito; Mautone nel tentativo di fuggire tenta di fare del male a Malinconico, che viene salvato da Tricarico. Poveromo telefona a Malinconico dandogli una buona notizia: per merito delle informazioni che ha dato su Mautone sono riusciti ad arrestarlo e hanno scoperto che faceva soldi tramite estorsioni e spaccio, ma soprattutto dopo aver perquisito l'auto di Mautone hanno trovato la pistola che ha ucciso Brooke.
- Altri interpreti: Gianfelice Imparato (Romolo Sesti Orfeo), Bruno Vespa (se stesso), Pino Calabrese (Gaetano Picciafuoco), Michele Placido (Ugo Maria Starace Tarallo), Ana Caterina Morariu (Veronica Starace Tarallo), Nicola Di Pinto (Pubblico Ministero Poveromo), Tony Laudadio (Domenico Fantasia), Abduul Cisse (Fareed), Cristina Ammendola (Amalia Fantasia), Giacomo Fariello (Giovannino “Teicheué” Mautone), Teodoro Grimaldi (Agente di Polizia Penitenziaria).
- Ascolti: telespettatori 3 416 000 – share 18,90%[5].

## Divorzio con stile - Parte prima
- Diretto da: Alessandro Angelini
- Soggetto di: Salvatore De Mola, Diego De Silva e Massimo Reale
- Scritto da: Massimo Reale, Gualtiero Rosella, Valerio Vestoso e Diego De Silva

### Trama
Mautone fa chiamare Malinconico che lo raggiunge in carcere: è spaventato, è accusato di aver ucciso la figlia di un camorrista e a breve verrà emessa la sua condanna a morte; lo prega di dunque aiutarlo ad assolverlo dall'accusa di omicidio, giurando che lo stanno incastrando per l'omicidio di Brooke. Malinconico rivela a Poveromo che ha accettato di difendere Mautone perché effettivamente crede nella sua innocenza: uccidendo Brooker non avrebbe comunque riavuto indietro i soldi che Dylan gli doveva, e inoltre non aveva un movente.
Alfredo è tornato da Roma, volendo stare insieme al padre per un po'; questo fa innervosire Alessandra la quale non ha nulla contro Alfredo, ma trova che da parte di quest'ultimo sia stato indelicato presentarsi a casa loro pretendendo di essere ospitato non avendo tenuto in considerazione che lì vive pure lei senza averle chiesto il permesso. Malinconico le promette che inviterà Alfredo ad andarsene.
Gregorio picchia Lenza dato che Gloria lo tradisce con lui, lasciando la fidanzata. Malinconico lo deride perché Lenza non ha capito che Gregorio lo ha manipolato fin dall'inizio: voleva sbarazzarsi di Gloria e quindi ha lasciato che Lenza la seducesse, e addirittura ha fatto in modo che quest'ultimo le desse un lavoro così Gregorio ha potuto lasciarla senza sentirsi in colpa, picchiando Lenza solo per salvaguardare le apparenze.
Malinconico chiede a Tricarico di usare le sue conoscenze per guadagnare tempo prima che venga emessa la condanna a morte di Mautone, e inoltre insieme a Tricarico si mette a indagare sulla pistola che ha ucciso Brooke, che a quanto pare è passata tra le mani di vari criminali. Veronica e Ugo stanno divorziando, e lei propone a Malinconico di farle da avvocato: Ugo ha deciso di lasciarla perché ha scoperto che Veronica scambiava dei messaggi (alcuni di natura spinta) in una chat con un altro uomo, benché non lo abbia mai tradito.
Quando Malinconico torna a casa vede che Alfredo è andato via, e quando arriva Alessandra le mente dicendole che Alfredo se n'è andato su richiesta del padre. Alessandra (ignara che è una bugia) apprezza il gesto e fa l'amore con Malinconico, ma poi arriva Alfredo, momentaneamente assentato, che li coglie in flagrante. Sentendosi offesa per la bugia raccontata dal fidanzato, Alessandra parte per Milano, sembrando più possibilista sull'eventualità di accettare quel lavoro offertole. Malinconico le promette che questa volta chiederà ad Alfredo di andarsene avendo capito di aver sbagliato a non farlo prima, ma Alessandra è irremovibile: non è sua intenzione lasciare Malinconico (almeno per ora) ma sente il bisogno di mettere un po' di distanza da lui perché è sempre più convinta che la vita di Malinconico è troppo "affollata" e che lei non riuscirebbe a trovarvi spazio data l'incapacità di Malinconico di limitare l'invadenza della propria famiglia, così parte lasciando il fidanzato solo e amareggiato. 
- Altri interpreti: Michele Placido (Ugo Maria Starace Tarallo), Ana Caterina Morariu (Veronica Starace Tarallo), Salvatore Misticone (zio Mick), Nicola Di Pinto (Pubblico Ministaro Poveromo), Emanuele Valenti (giudice Pestalocchi), Paola Francesca Frasca (Yvonne Capuano), Giacomo Fariello (Giovannino "Teicheué" Mautone).
- Ascolti: telespettatori 3 701 000 – share 20,70%[6].

## Divorzio con stile - Parte seconda
- Diretto da: Alessandro Angelini
- Soggetto di: Salvatore De Mola, Diego De Silva e Massimo Reale
- Scritto da: Massimo Reale, Gualtiero Rosella, Valerio Vestoso e Diego De Silva

### Trama
Assunta viene accompagnata da Malinconico a fare la chemioterapia, e lei lo ringrazia per aver amato la nipote Alagia nello stesso modo in cui ha amato Alfredo. Quest'ultimo rivela al padre non è ancora sicuro di volersi trasferire a Roma, mentre Alagia annuncia le sue nozze con il fidanzato Mattia anche perché aspetta un figlio da lui.
Ugo offre cinquemila euro a Malinconico per rinunciare a rappresentare la moglie ma lui rifiuta. Ugo concederà a Veronica il divorzio solo alle proprie condizioni, ma la donna si rifiuta di sottomettersi all'arroganza del marito. Intanto Malinconico interroga la tatuatrice da cui era andata Brooke il giorno della sua morte: essendo l'ultima persona ad averla vista viva, ricorda che era salita in un'auto rossa, ma non aveva visto chi c'era alla guida.
Adesso che Lenza è costretto a dover stipendiare personalmente Gloria, in maniera meschina cerca di costringere Malinconico a pagarle metà dello stipendio con la minaccia di non condividere più con lui i propri uffici in caso di rifiuto. Malinconico rifiuta il ricatto preferendo andarsene.
Veronica e Malinconico vanno nell'ufficio di Ugo: egli ha telefonato alla moglie per chiederle aiuto, dato che ha avuto un malore, e inoltre con lui c'è la sua associata Angela, mezza nuda e ammanettata alla ringhiera delle scale, segno che nel bel mezzo di un gioco erotico; Veronica scopre così che il marito la tradiva con Angela, tanto che Malinconico trova le foto di lei ammanettata come prova dell'adulterio che vergerà a favore di Veronica nella sentenza di divorzio. Furibonda, Veronica non solo rigetta le scuse di Angela, ma cancella le foto, non volendo infierire sul marito sapendo che egli si sentirà in colpa nei suoi confronti adesso che Veronica ha scoperto la sua infedeltà. Malinconico chiama l'ambulanza mentre Veronica accudisce il marito con gentilezza: lei non ha mai voluto i suoi soldi anche perché non ha figli a carico, voleva solo tenere testa a Ugo solo perché non tollerava che lui la trattasse come una donna insulsa. Malinconico biasima Ugo che non ha mai capito che persona eccezionale è Veronica, la quale decide di divorziare dal marito accettando le condizioni che lui le propone. Non avendo più bisogno dell'aiuto di Malinconico, gli da un assegno, ma lui lo strappa sentendo di non meritarlo.
Tricarico, accompagnato da alcuni uomini della camorra, porta Malinconico allo stadio di calcio nel cuore della notte. Tricarico viene picchiato brutalmente, mentre Malinconico incontra un uomo vestito elegantemente che con un cellulare in mano lo mette in contatto con un uomo che parla in vece del clan camorrista, il quale mette ben in chiaro che deve cessare di indagare sulla pistola che ha ucciso Brooke.
Alfredo va in una sala cinematografica insieme al padre a vedere il documentario che lui stesso ha girato sulla criminalità giovanile (in effetti Alfredo aveva intervistato anche Mautone prima dell'arresto di quest'ultimo); nel filmato lo si vede avvicinarsi a un'auto rossa alla cui guida c'è Yvonne. Capendo che loro due sono conoscenti, Malinconico dà appuntamento a Yvonne spiegandole che ormai ha capito che a uccidere Brooke non è stato Mautone ma lei: ha dedotto che Yvonne era lì presente quando Fantasia aveva ucciso Dylan, perché lo aveva visto di nascosto mentre Fantasia caricava sul proprio furgoncino il corpo di Dylan fatto a pezzi dentro a dei sacchi (Fantasia non si era accorto che la mano di Dylan era caduta dal furgoncino e che Lady Gaga l'aveva raccolta). Era stata Yvonne a mandare a Brooke quel messaggio spacciandosi per Dylan, facendole credere che fosse ancora vivo; attirandola nella cava, ha vendicato il fratello ucciso da Fantasia uccidendo Brooke con la pistola, appartenente a Dylan che in qualche modo era riuscito a entrarne in possesso, e che Yvonne sapendo dove la nascondeva. Yvonne ammette la sua colpevolezza, ma spiega a Malinconico che si è sbagliato su un solo dettaglio: aveva portato Brooke alla cava con l'intento non di ucciderla ma solo umiliarla. Dopo averle spiegato che Dylan era morto per mano del padre di Brooke, lei si rifiutò di crederle, e Yvonne, stufa della falsa ingenuità di Brook, la spintonò per terra e le puntò contro la pistola tentando di costringerla ad ammettere che Fantasia era un criminale, urlandole «Dimmi che tuo padre è un assassino»; ma Brooke, ossessionata dal volerlo difendere anche negando la verità, tentò di accecare Yvonne lanciandole della terra negli occhi, portando quest'ultima a premere involontariamente il grilletto della pistola, colpendo a morte Brooke. Malinconico porta Yvonne da Poveromo e davanti a lui confessa di aver messo la pistola nella macchina di Mautone per incastrarlo: lui aveva un debole per Yvonne e lei ci è uscita insieme per manipolarlo.
Alagia e Mattia si sposano. Più tardi, mentre Malinconico è da solo in casa, arriva Veronica che porta con sé dei fiori, ma contemporaneamente fa il suo ritorno Alessandra, e tra le due donne si viene a creare dell'imbarazzo quando entrambe capiscono che sono lì per lo stesso uomo.
- Altri interpreti: Michele Placido (Ugo Maria Starace Tarallo), Ana Caterina Morariu (Veronica Starace Tarallo), Nicola Di Pinto (Pubblico Ministero Poveromo), Giacomo Fariello (Giovannino "Teicheué" Mautone), Paola Francesca Frasca (Yvonne Capuano), Fabiola Balestriere (Brooke Fantasia), Tony Laudadio (Domenico Fantasia), Angelo Spagnoletti (Mattia).
- Ascolti: telespettatori 3 701 000 – share 20,70%[6].